# Shmarya Guttman

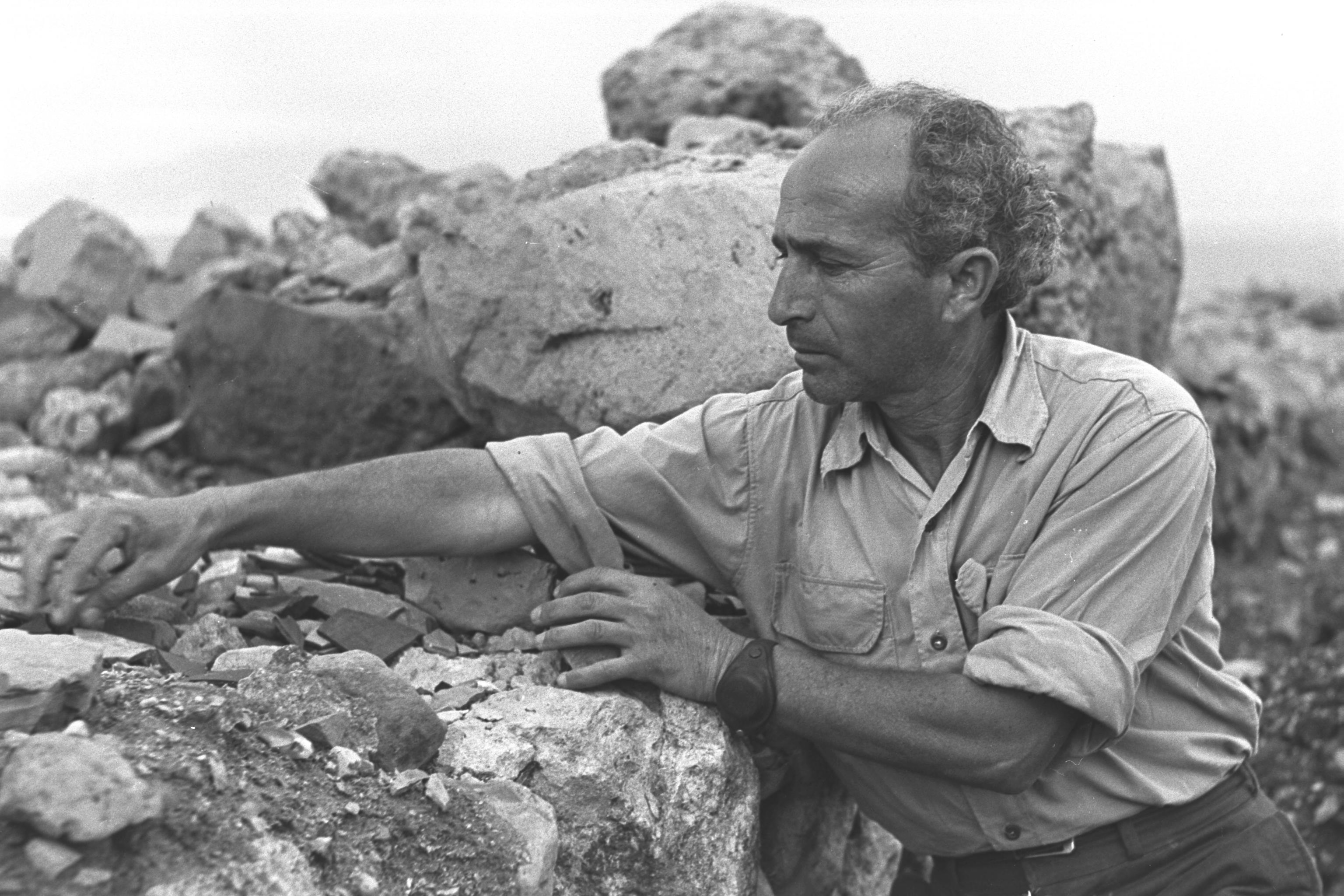
Shmarya Guttman en Ein Bokek, 1956.

Shmarya Guttman (hebreo: שמריה גוטמן; Glasgow, Reino Unido, 15 de enero de 1909 - 22 de octubre de 1996) fue un militar y arqueólogo israelí, considerado como uno de los pioneros de la arqueología de Israel.

## Biografía
Nacido en la ciudad escocesa de Glasgow (Reino Unido), de padres judíos procedentes de Rusia, la familia hizo aliá a Palestina en 1912. Fue uno de los primeros miembros del kibutz Na'an y de Hanoar Haoved Vehalomed, y trabajó en muchos puntos del país en favor de este movimiento; también actuó durante un tiempo como coordinador de Hejalutz Lamerjav en Lituania, tratando de persuadir a muchas comunidades judías de Europa oriental para que emigraran a Palestina durante la convulsa época antes de la Segunda Guerra Mundial. Como militar, Guttman sirvió en la Sección Árabe del Servicio de Inteligencia de la Haganá y durante la guerra de independencia de Israel estuvo a cargo del Departamento Árabe del Palmaj; tras el conflicto trabajó para el Mosad en la Operación Esdras y Nehemías, colaborando en la emigración de los judíos iraquíes hacia Israel.

## Carrera como arqueólogo
Tras licenciarse del ejército de Israel, Guttman, que había sido arqueólogo aficionado durante su juventud, estudió esta disciplina en la Universidad Hebrea de Jerusalén. Ya en 1932 había ascendido a la cumbre de Masada con dos amigos a través del agger romano, por lo que en 1955-56 fue uno de los líderes de la primera expedición arqueológica israelí en esta fortaleza, que permitió localizar y restaurar el denominado Camino de la Serpiente que ya mencionara Flavio Josefo y que conducía a la cumbre de Masada por su ladera oriental; también se reconstruyó el campamento A del ejército sitiador romano y se descubrió parte de la muralla de Masada, la sinagoga y el sistema de abastecimiento de agua. Entre 1963 y 1965 colaboró con la misión arqueológica que, bajo la dirección de Yigael Yadin, excavó completamente la superficie de Masada.
Tras la Guerra de los Seis Días Guttman dirigió las intervenciones de emergencia en el área meridional de las colinas de Hebrón, donde excavó la sinagoga de Susya; también llevó a cabo actuaciones arqueológicas en el norte del Golán, donde inició y continuó las excavaciones de Gamala a lo largo de varias campañas en colaboración con la Universidad de Haifa. Su labor arqueológica condujo a la publicación de dos monografías, Masada (1964) y Gamla, the First Eight Seasons of Excavation (1985).